# 松平乗統 (奥殿藩嫡子)
松平 乗統（まつだいら のりむね）は、江戸時代中期の三河国奥殿藩の世嗣。

## 略歴
3代藩主・松平乗穏の長男として誕生。母は芳春院（太田資俊養女、太田資晴の娘）。
父から世子に指名され、将軍との御目見も済ませていたが、安永5年（1776年）7月27日に死去した。享年18。このため、弟・乗友が10月19日に世子となり、後に4代藩主となる。